# Joaquín Carreras y Artau
Joaquín Carreras y Artau (o Joaquim Carreras i Artau) (Gerona, 14 de agosto de 1894 - Barcelona, 12 de agosto de 1968) fue un filósofo español especializado en el estudio de la historia de la Filosofía y en particular en el estudio de la filosofía en catalán de Arnau de Vilanova y Ramon Llull. 
Se inició en el estudio de la filosofía escolástica en el Seminario de Gerona, donde prolongó sus estudios por espacio de diez años. Posteriormente estudió las licenciaturas de Derecho y Filosofía y Letras en la Universidad de Barcelona y se doctoró en Filosofía por la Universidad de Madrid con la tesis Ensayo sobre el voluntarismo de Juan Duns Scoto. 
En 1920 ingresó en el Cuerpo de Catedráticos Numerarios de Institutos Nacionales de Enseñanza Media al obtener la plaza de catedrático de Filosofía en el Instituto de Palencia, donde permaneció solo unos días pues para poder completar su tesis solicitó una excedencia durante la cual trabajó como profesor ayudante en la Universidad de Barcelona. Tras reingresar, en 1922, pasó por los institutos de Lugo y Reus, y en 1925 obtuvo por oposición la cátedra del instituto Balmes de Barcelona. 
Se inició en la docencia superior en 1939, en la Universidad de Barcelona, siendo nombrado profesor adjunto de la cátedra de Historia de la Filosofía en 1947 y catedrático titular de la misma en 1951, cargo en el que permaneció hasta su jubilación en 1964. Presidente de la Sociedad Internacional de Filósofos Medievalistas, dirigió la sección de Historia de la Filosofía del Consejo Superior de Investigaciones Científicas en Barcelona.
Junto a su hermano mayor Tomás Carreras y Artau, filósofo y profesor de ética, obtuvo el Premio de la Asociación Española para el Progreso de las Ciencias, que se encargará de publicar entre 1939 y 1943 su Historia de la filosofía española. Filosofía cristiana de los siglos XIII al XV.